# Variable BL Herculis
Les variables de BL Herculis són un tipus d'estrella variable amb baixa lluminositat i massa que tenen un període de menys de vuit dies. Són estrelles pulsants que formen una subclasse de les cefeides de tipus II amb corbes de llum que freqüentment mostren un cop en el costat descendent per a les estrelles dels períodes més curts i en el costat ascendent per a les estrelles més llargues. Igual que altres cefeides de tipus II, són estrelles de la població II molt antigues que es troben a l'halo de la galàxia i els cúmuls globulars. A més, en comparació amb altres cefeides de tipus II, les seves variables BL tenen períodes més curts i són més febles que les variables W Virginis. Els estels pulsants varien en la classe espectral, ja que varien en la lluentor i les variables de BL Herculis normalment són de classe A en el més brillant i classe F quan són més tènues. Quan es dibuixa en el diagrama de Hertzsprung-Russell, cauen entre les variables W Virginis i RR Lyrae.
L'estrella prototip, BL Herculis, varia entre la magnitud 9.7 i la 10.6 en un període de 1,3 dies. Les variables més brillants del tipus BL Herculis són: VY Pyxidis (7.7 mag max), V553 Centauri (8.2), SW Tauri (9.3), RT Trianguli Australis (9.4), V351 Cephei (9.5), BL Herculis (9.7), BD Cassiopeiae (10.8), i UY Eridani (10.9).